# Наньюэ Дамяо

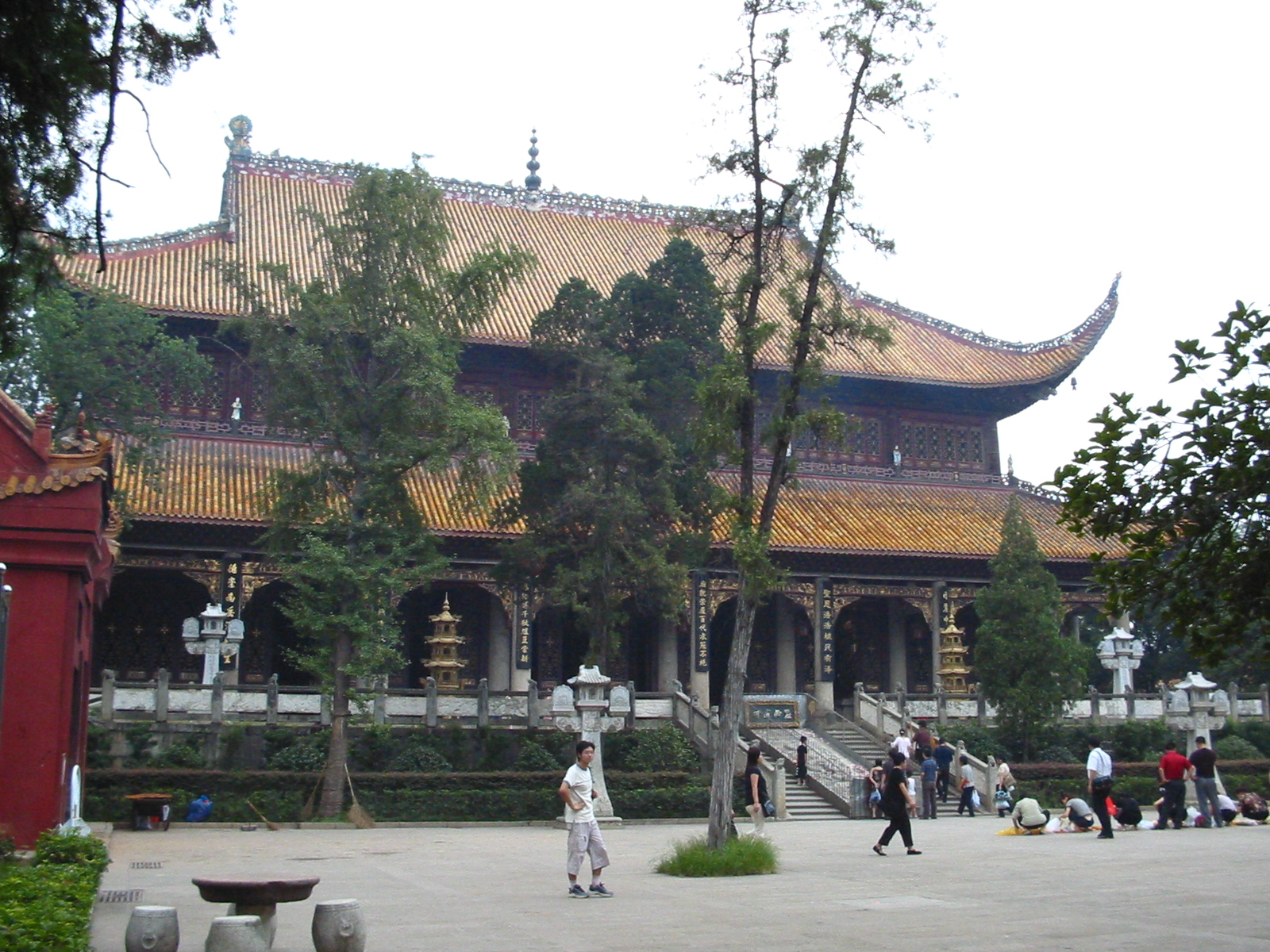
Главный храм комплекса Наньюэ Дамяо

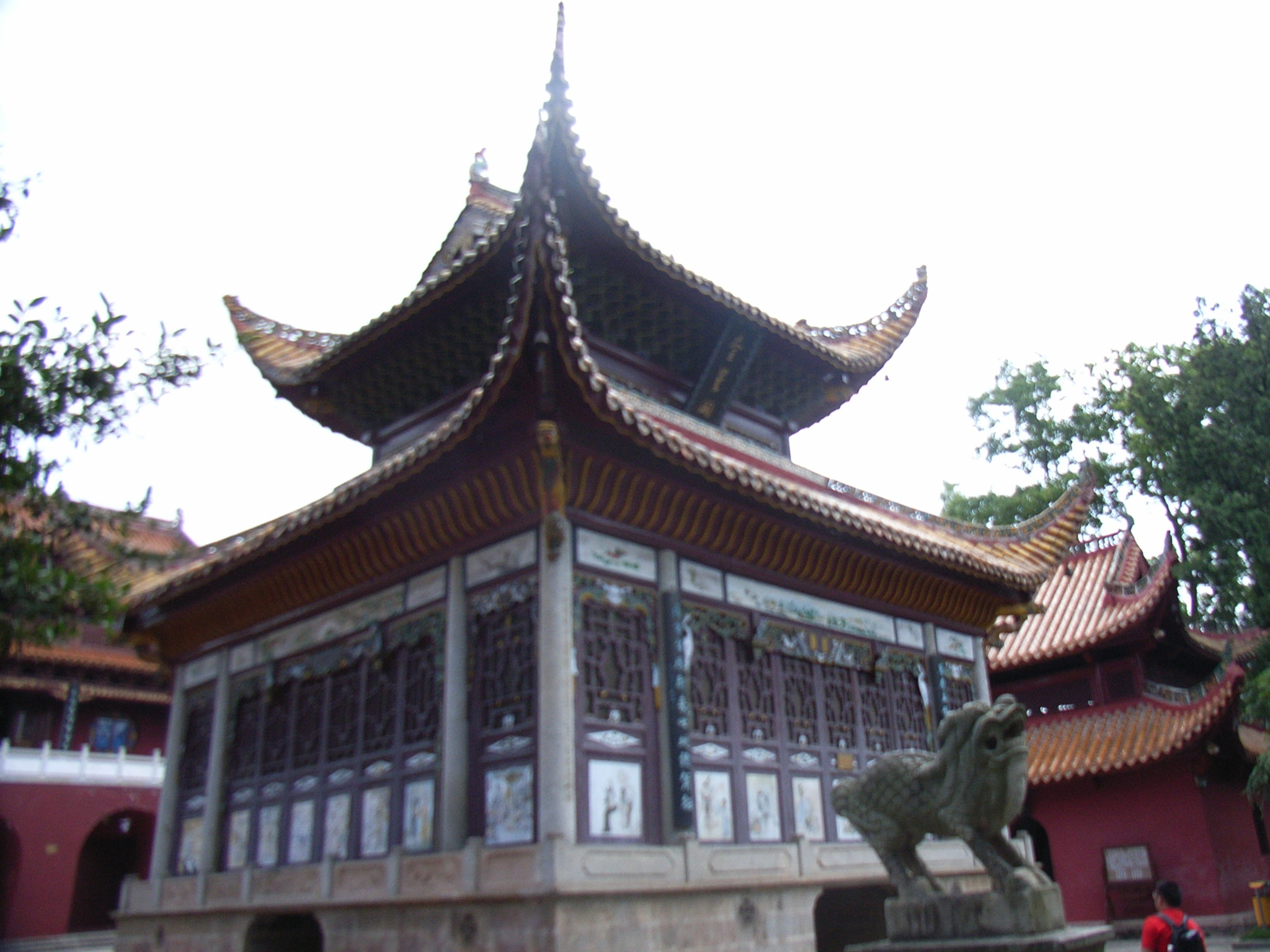
Храм в комплексе Дамяо

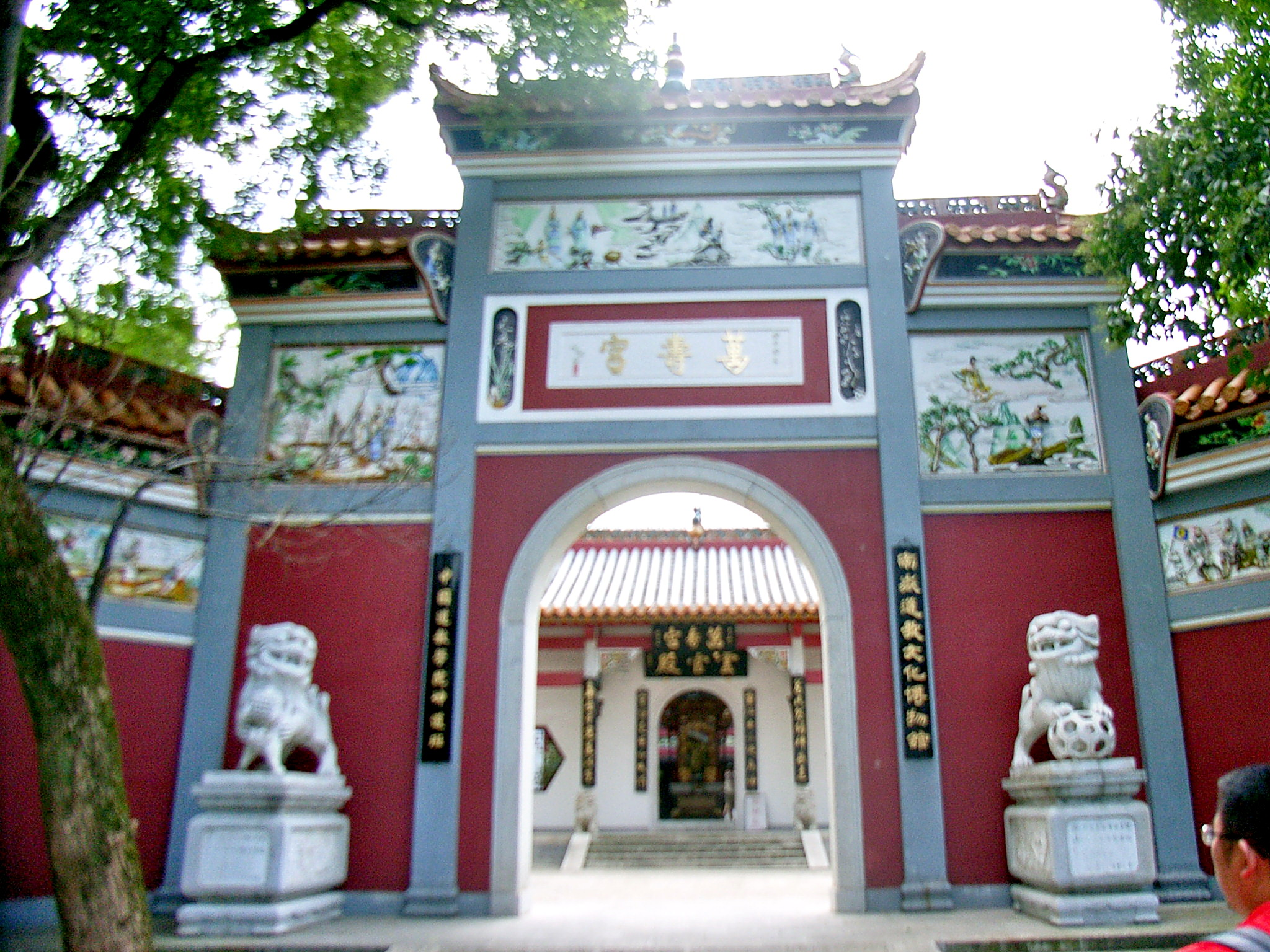
Храм в комплексе Дамяо

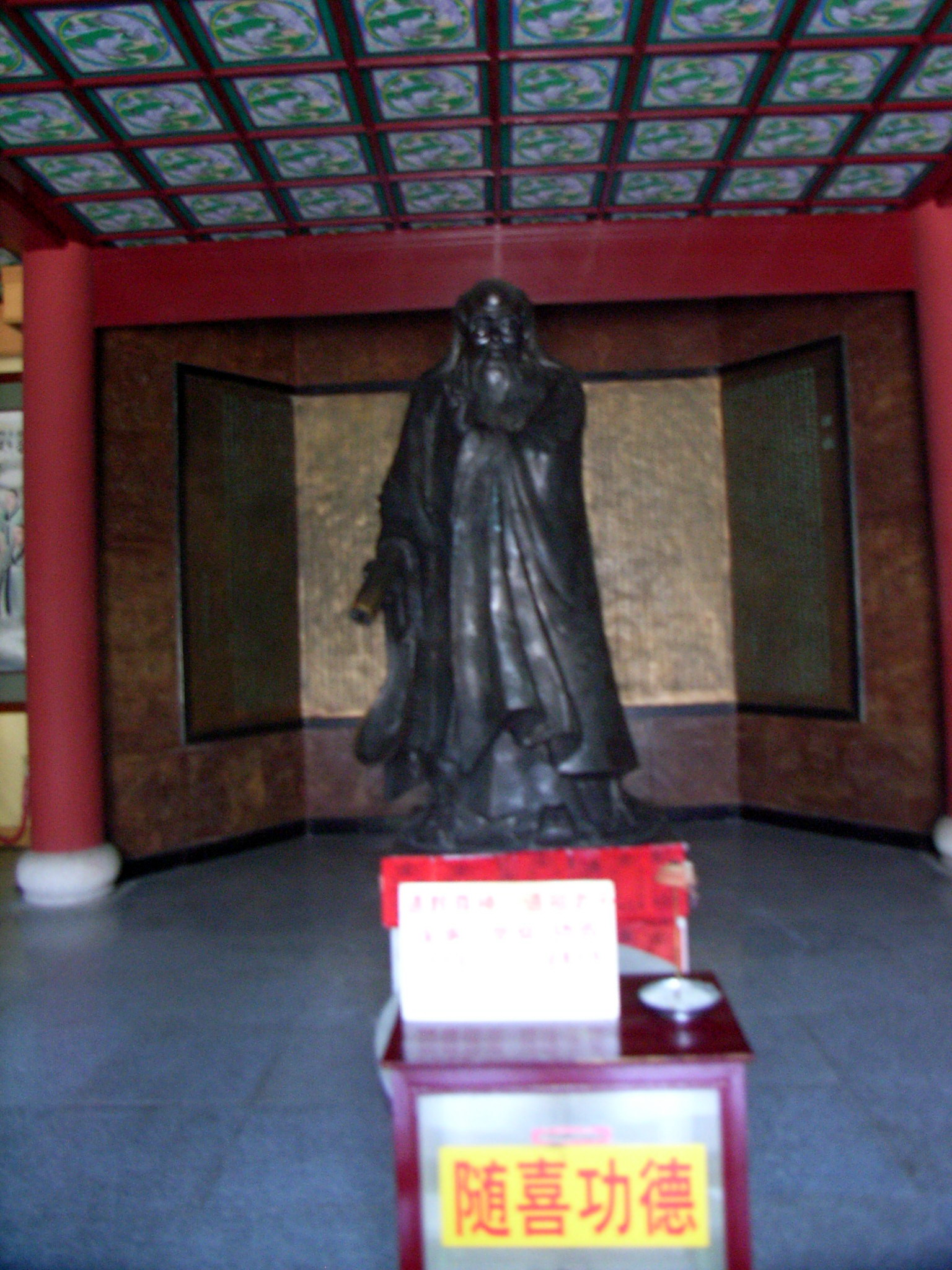
Статуя Лао-цзы в храмовом комплексе Наньюэ Дамяо у горы Хэншань, в храме, посвящённом Лао-цзы, выгравирован весь текст Даодэцзина

Наньюэ Дамяо (кит. 南岳大庙) — крупный храмовый комплекс, расположенный в посёлке Наньюэ в провинции Хунань, у подножия горы Хэншань. Название храма переводится как «Великий Храм Наньюэ» или «Великий Храм Южного Пика»; Южным Пиком (Наньюэ) называют гору Хэншань. Располагается в районе Наньюэ городского округа Хэнъян.
Наньюэ Дамяо является местом массового паломничества, при этом паломники начинают отсюда восхождение на гору Хэншань. Большинство храмов комплекса посвящено даосским божествам. Храм включает в себя также буддийский монастырь и конфуцианский алтарь.

## История
Дата основания храмового комплекса не известна. В летописи Ли Гунчжао о Южных Священных Горах (Наньюэ сяолу) говорится о переносе храма Чжужун с вершины горы Хэншань к её подножию, потом есть несколько упоминаний о культе духа огня (Янь-вана) и постройках внутри храмового комплекса в 721—725 годах в эпоху Тан. году, многократно достраивался и перестраивался. Значительная реконструкция проводилась в 1882 году.
Во время культурной революции комплекс был причислен к «четырём пережиткам» (кит. 四旧) и был разрушен, но с 1980 стал восстанавливаться, в настоящее время охраняется государством.

## Состав
Весь комплекс занимает площадь около 100 000 кв. м.
Храмы и сооружения комплекса составляют девять рядов с юга на север.
В шестом ряду находится Императорское Книгохранилище, хранящиеся там реликвии были в значительной мере уничтожены или повреждены во время культурной революцию.
В седьмом ряду находится главный павильон, посвящённый главному божеству Наьюэ Дади горы Хэншань, в нём находятся также 72 алтаря, посвящённых 72 пикам горы Хэншань, рядом с ним — жертвенная печь.
На западе стоят восемь буддийских храмов, на востоке — восемь даосских храмов.